# Causalidade próxima e última

Por que–porque gráfico do naufrágio do Herald of Free Enterprise (clique para ver em detalhes).

Uma causa próxima é um evento que está mais próximo ou é imediatamente responsável por causar algum resultado observado. Isso existe em contraste com uma causa final de nível superior (ou causa distal), que geralmente é considerada a razão "real" pela qual algo ocorreu.
O conceito é usado em muitos campos de pesquisa e análise, incluindo ciência de dados e etologia.
- Exemplo: Por que o navio afundou?
  - Causa próxima: Como o navio estava furado abaixo da linha d'água, a água entrou no casco e ele se tornou mais denso que a água que o sustentava, não conseguindo mais flutuar.
  - Causa final: porque o navio atingiu uma rocha que abriu um buraco no casco do navio.

Na maioria das situações, uma causa última pode ser uma causa próxima em comparação a uma causa última posterior. Portanto, podemos continuar o exemplo acima da seguinte forma:
- Exemplo: Por que o navio bateu na rocha?
  - Causa próxima: Porque o navio não conseguiu mudar de curso para evitá-la.
  - Causa final: porque o navio estava no piloto automático e os dados do piloto automático eram imprecisos.
  - (ainda mais forte): Porque os construtores navais cometeram erros na construção do navio.
  - (mais forte ainda): Porque a programação do trabalho no estaleiro permite muito pouco descanso.
  - (ad absurdum): Porque os donos do estaleiro têm margens de lucro muito pequenas em um mercado em constante retração.

## Em biologia
- A causalidade final explica as características em termos de forças evolutivas agindo sobre elas.

Exemplo: as fêmeas dos animais geralmente demonstram preferências entre características de exibição dos machos, como o canto. Uma explicação definitiva baseada na seleção sexual afirma que as fêmeas que demonstram preferências têm descendentes machos mais vigorosos e atraentes.
- A causalidade próxima explica a função biológica em termos de fatores fisiológicos ou ambientais imediatos.

Exemplo: uma fêmea escolhe acasalar com um macho específico durante um teste de escolha de parceiro. Uma possível explicação próxima afirma que um macho produziu um sinal mais intenso, levando a níveis elevados de hormônio na fêmea, produzindo comportamento copulador.
Embora o comportamento nesses dois exemplos seja o mesmo, as explicações são baseadas em diferentes conjuntos de fatores que incorporam fatores evolutivos e fisiológicos.

## Na filosofia
Na filosofia analítica, noções de adequação de causa são empregadas no modelo causal. Para explicar a causa genuína de um efeito, seria necessário satisfazer condições de adequação, que incluem, entre outras, a capacidade de distinguir entre:
1. Relações causais genuínas e acidentes.
2. Causas e efeitos.
3. Causas e efeitos de uma causa comum.